# Bá Ích
Bá Ích (chữ Hán: 伯益) là 1 nhân vật huyền sử Trung Quốc; ông sống vào thời Ngu Thuấn và Hạ Vũ, ông tên thật là Đại Phí (大费).
Theo Sử Ký Tư Mã Thiên - Tần bản kỷ thì cha ông là Đại Nghiệp tức Cao Dao làm pháp quan trong thời đại thiện nhượng rất có uy tín lúc bấy giờ, mẹ ông là Nữ Hoa- con gái bộ lạc Thiếu Điển. Lớn lên Bá Ích có tài cao được vua nước Hữu Ngu là Diêu Trọng Hoa trọng dụng làm quan ở đó lập nhiều công lớn, sau khi Diêu Trọng Hoa lên ngôi thiên tử " tức Đế Thuấn" thì ban cho ông Diêu Khương Nữ và thưởng cho ông ấp Doanh - từ đó Bá Ích mang họ Doanh.
Bấy giờ Hoàng Hà lũ lụt triền miên nhân dân phải sơ tán không có chỗ ở ổn định, Đế Thuấn cử Bá Ích theo Hạ Vũ làm công tác trị thủy. Sau khi vua Vũ lên làm thiên tử có ý định nhường ngôi cho cha của Bá Ích là Cao Dao nhưng không may Cao Dao qua đời trước Vũ, Vũ bèn quyết định truyền lại ngôi vị cho Bá Ích. Tương truyền lúc Vũ mất, Bá Ích đứng ra chủ trì quốc tang cho nhà vua và chấp chính trong 3 năm, sau khi mãn tang Bá Ích trao lại ngai vàng cho Hạ Khải là con vua Vũ. Hạ Khải cảm động trước hành động này nên phong cho con trai Bá Ích là Đại Liêm tức Nhược Mộc làm vua nước Từ, nước Từ truyền đến đời Mạnh Sác tức Từ Câu vương ở vào thời kỳ vua Thái Mậu nhà Thương. Em Mạnh Sác là Trung Diễn giữ chức quan trong triều đình rất có danh vọng, hậu duệ Trung Diễn là Phi Liêm phục vụ Trụ Vương bị Chu Vũ Vương giết chết. Phi Liêm có hai con trai: một là Ác Lai chính là tổ tiên nước Tần thời Xuân Thu Chiến Quốc - đời sau là Doanh Chính đã thống nhất thiên hạ, hai là Quý Thắng là tổ tiên nước Triệu thời Chiến Quốc.
Một thuyết khác nói rằng khi Hạ Vũ chọn Bá Ích thì con Vũ là Hạ Khải không phục ông nên ngấm ngầm xây dựng lực lượng củng cố niềm tin dân chúng, sau khi vua Vũ mất Hạ Khải đã cất binh tấn công và giết chết Bá Ích mà đoạt lấy ngôi thiên tử tái lập lại chế độ thế tập đã bị vua Nghiêu hủy bỏ trước đó.